# Église Saint-Maurice de Reyvroz
L'église Saint-Maurice de Reyvroz, dédiée à Maurice d'Agaune, est une église catholique française, située en Haute-Savoie, sur la commune de Reyvroz. Elle est placée sous le patronage du saint Maurice d'Agaune, capitaine de la Légion Thébéenne, martyrisé à Octodure en Valais.

## Historique
Au Moyen Âge, la paroisse de Reyvroz, était filleule de celle d'Armoy, paroisse importante de l'époque. La paroisse s'en détache en 1610. L'évêque d'Annecy, François de Sales, nomme le premier curé de la paroisse, le père Bernard de Montpiton.
L'église est reconstruite en 1819 et bénie en 1821, puis agrandie en 1880.
En 1927, la charpente a été refaite par Jérémie Falquet.

## Description
Le tympan du portail porte la croix du martyr saint Maurice.

## Galerie

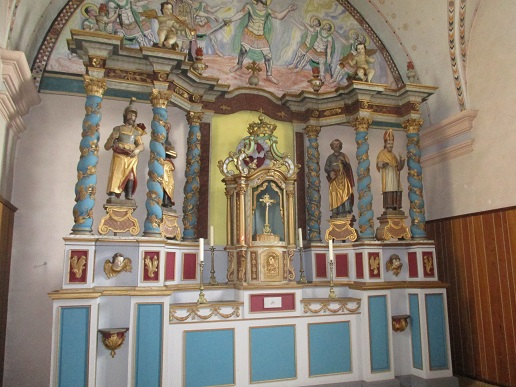
retable
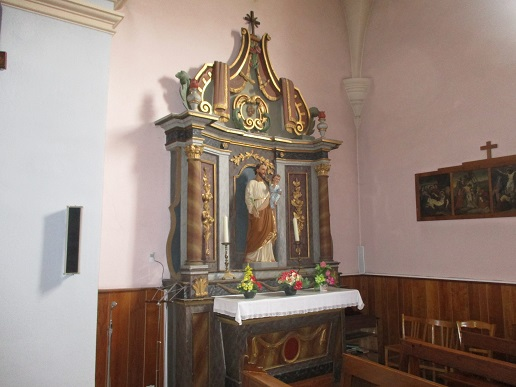
chapelle droite
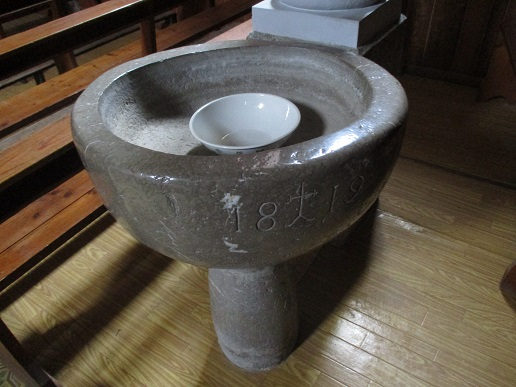
bénitier
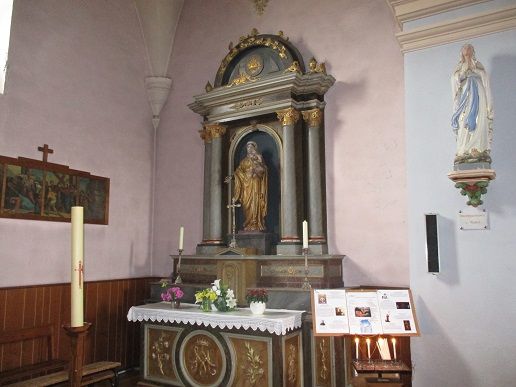
chapelle gauche
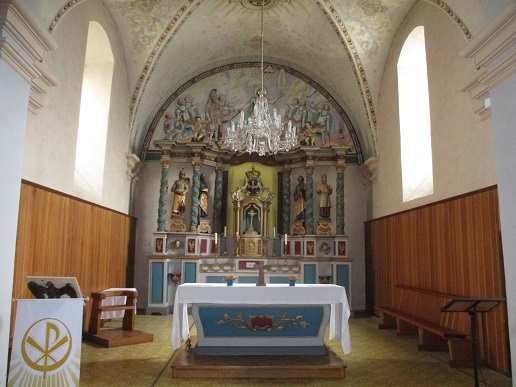
chœur